# Joan Manel Canós Ferrer
Joan Manel Canós Ferrer   (Borriana, 1 de gener de 1944) un futbolista valencià de les dècades de 1960 i 1970.
Desenvolupà tota la seva carrera professional a l'Elx CF on jugà durant 12 temporades, entre 1964 i 1976, la majoria d'elles a primera divisió. Disputà quatre partits amb la selecció espanyola l'any 1968. Començà jugant d'extrem, però es consolidà en la posició de lateral esquerre, on fou substitut al club de Miguel Quirant.